# Liu xing hua yuan II
Liu xing hua yuan II (流星花園 IIT; titolo internazionale: Meteor Garden II) è un drama taiwanese del 2002, nel quale hanno recitato i membri della popolare boy band F4 (Jerry Yan, Vic Zhou, Vanness Wu e Ken Chu) insieme a Barbie Hsu. È il seguito di Liu xing hua yuan e diversamente dalla prima stagione, il drama si concentra anche sui caratteri degli altri membri degli F4, oltre a Jerry Yan.
Nelle Filippine, la serie è stata originariamente trasmessa sul canale ABS-CBN nel maggio 2003, ed è stata ritrasmessa sul canale GMA Network nell'ottobre 2007 in versione ri-doppiata.

## Trama
La storia inizia con la cerimonia di laurea degli F4 alla Ying De University, e successivamente si concentra sulle loro vite dopo la laurea. La trama segue principalmente l'amore che era sbocciato nella prima stagione del drama tra Shan Cai (Barbie Hsu) e Daoming Si (Jerry Yan). La storia porta il gruppo a Barcellona, in Spagna, dove Daoming Si subisce un incidente e perde la memoria. Incontra un'altra ragazza, Ye Sha (Michelle Saram), e si innamora di lei. Shan Cai, da parte sua, fa del suo meglio per aiutare Daoming Si a riacquistare la memoria. Un incidente di nuoto aiuta Daoming Si a recuperare i suoi ricordi, e il ragazzo torna al suo primo amore con Shan Cai.

## Cast
- Jerry Yan - Daoming Si
- Barbie Hsu - Shan Cai
- Vic Zhou - Huaze Lei
- Ken Chu - Ximen
- Vanness Wu - Meizuo
- Michelle Saram - Ye Sha
- Megan Lai Ya Yan - Mi Mi
- Wang Yue - madre di Shan Cai
- Tung Chi Cheng - padre di Shan Cai
- Zhen Xiu Zhen - Daoming Feng
- Edward Ou - Qing He
- Pace Wu - Ying Xiao Qiao
- Winnie Qian - Tengtang Jing[1]

## Sigle
- La sigla di apertura è Can't Lose You dei JVKV
- La sigla di chiusura è Seasons of Fireworks sempre dei JVKV.